# Vranov nad Dyjí
Vranov nad Dyjí (in tedesco Frain) è un comune mercato della Repubblica Ceca facente parte del distretto di Znojmo, in Moravia Meridionale.

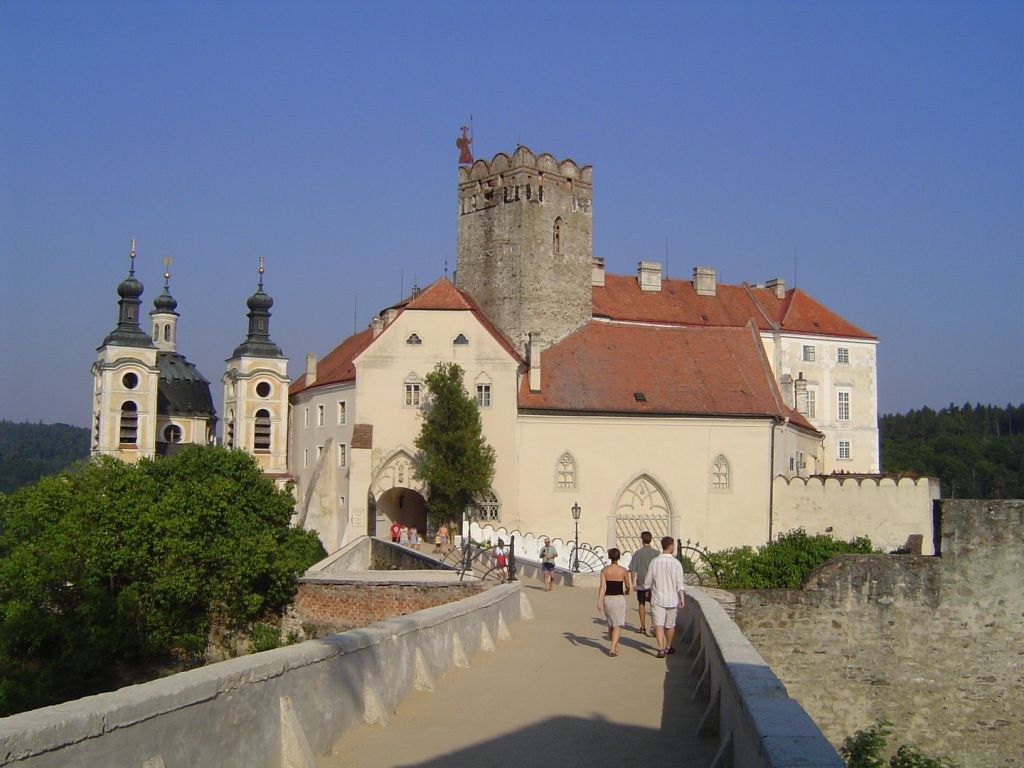
Facciata occidentale del castello e cappella della Trinità

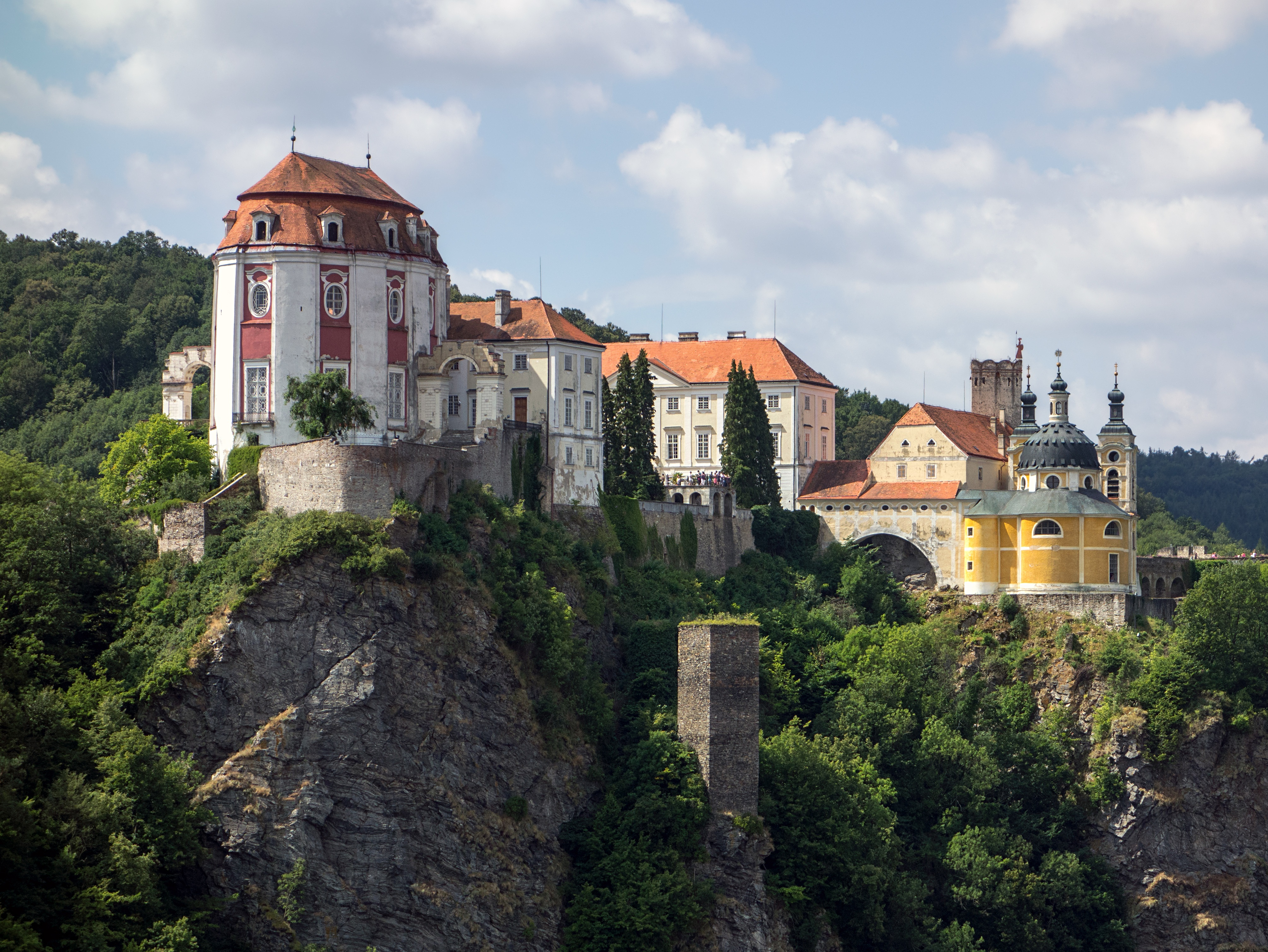
Il castello verso oriente

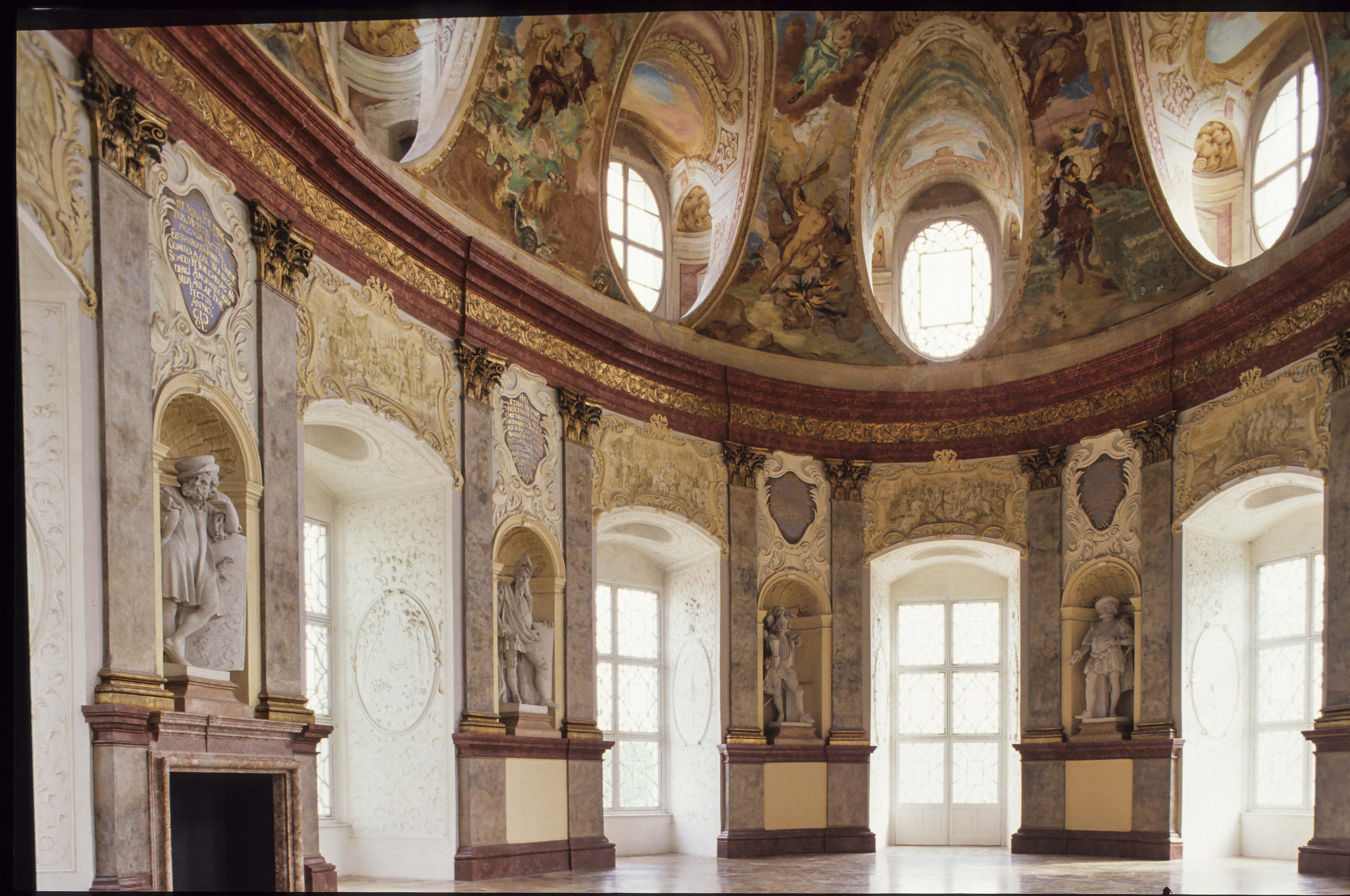
La sala degli antenati

## Il castello
Castello originariamente di difesa, ricordato già intorno all'anno 1100, tra il XVII e il XVIII secolo venne trasformato in un monumentale castello barocco per la famiglia Althann.
Gli interni del castello si segnalano per le ricche pitture e gli arredi d'epoca: la sala degli antenati, la cappella del castello disegnata da Johann Bernhard Fischer von Erlach e le raccolte di ceramiche di Vranov del XIX secolo.